# 7e législature de la province du Canada

La 7e législature de la province du Canada siégea de 1861 jusqu'en mai 1863. Cette élection fut la première au Canada à utiliser une liste de voteurs éligibles préparée avant l'élection. Toutes les sessions furent tenues à Québec au Canada-Est. La dissolution fut annoncée le 16 mai 1863.
Ce parlement se termine sur une motion de censure adoptée le 6 mai 1863.

## Élections
Les élections se déroulent du 10 juin 1861 au 15 juillet 1861.

## Sessions
- Première: du 20 mars au 9 juin 1862[1].
- Deuxième: du 12 février au 12 mai 1863.

## Représentants de la couronne
- Charles Stanley Monck, gouv. (20 mar. 1862 — 16 mai 1863)

## Président de l'Assemblée
- Joseph-Édouard Turcotte (20 mar. 1862 — 16 mai 1863)

## Présidents du Conseil
- Allan Napier MacNab (20 mar. 1862 — 12 fév. 1863)
- Alexander Campbell (12 fév. 1863 — 16 mai 1863)

## Premiers ministres
- John A. Macdonald et George-Étienne Cartier du début de la législature au 23 mai 1862[1].
- John Sandfield Macdonald et Louis-Victor Sicotte du 24 mai 1862 au 15 mai 1863.

## Députés

### Canada-Est
| Comté               | Député                                 | Parti                |
| ------------------- | -------------------------------------- | -------------------- |
| Argenteuil          | John Joseph Caldwell Abbott            | Libéral              |
| Bagot               | Maurice Laframboise                    | Rouge                |
| Beauce              | Henri-Elzéar Taschereau                | Bleu                 |
| Beauharnois         | Paul Denis                             | Bleu                 |
| Bellechasse         | Édouard Rémillard                      | Rouge                |
| Berthier            | Pierre-Eustache Dostaler               | Bleu                 |
| Bonaventure         | Théodore Robitaille                    | Bleu                 |
| Brome               | Moses Sweet                            |                      |
|                     | Christopher Dunkin (1862)              | Conservateur         |
| Chambly             | Charles-Eugène Boucher de Boucherville | Bleu                 |
| Champlain           | John Jones Ross                        | Bleu                 |
| Charlevoix          | Adolphe Gagnon                         | Rouge                |
| Châteauguay         | Henry Starnes                          | Conservateur         |
| Chicoutimi-Saguenay | David Edward Price                     | Conservateur         |
| Compton             | John Henry Pope                        | Conservateur         |
| Deux-Montagnes      | Jean-Baptiste Daoust                   | Réformiste           |
| Dorchester          | Hector-Louis Langevin                  | Bleu                 |
| Drummond—Arthabaska | Jean-Baptiste-Éric Dorion              | Rouge                |
| Gaspé               | John Le Boutillier                     | Bleu                 |
| Hochelaga           | Paschal Falkner                        | Rouge                |
|                     | Antoine-Aimé Dorion (1862)             | Rouge                |
| Huntingdon          | Robert Brown Somerville                | Indépendant          |
| Iberville           | Alexandre Dufresne                     | Rouge                |
| Jacques-Cartier     | François-Zéphirin Tassé                | Bleu                 |
| Joliette            | Joseph-Hilarion Jobin                  | Rouge                |
| Kamouraska          | Jean-Charles Chapais                   | Bleu                 |
| Laprairie           | Thomas-Jean-Jacques Loranger           | Indépendant          |
|                     | Alfred Pinsonneault (1863)             | Bleu                 |
| L'Assomption        | Alexandre Archambault                  | Rouge                |
| Laval               | Pierre Labelle                         | Bleu                 |
|                     | Louis-Siméon Morin (1861)              | Bleu                 |
| Lévis               | Joseph-Godric Blanchet                 | Bleu                 |
| L'Islet             | Charles-François Fournier (1858)       | Bleu                 |
| Lotbinière          | Henri-Gustave Joly de Lotbinière       | Rouge                |
| Maskinongé          | George Caron                           | Bleu                 |
| Mégantic            | Noël Hébert                            | Rouge                |
| Missisquoi          | James O'Halloran                       | Rouge                |
| Montcalm            | Jean-Louis Martin                      |                      |
|                     | Joseph Dufresne (1862)                 | Bleu                 |
| Montmagny           | Joseph-Octave Beaubien                 | Bleu                 |
| Montmorency         | Joseph-Édouard Cauchon                 | Bleu                 |
| Montréal-Centre     | John Rose                              | Conservateur         |
| Montréal-Est        | George-Étienne Cartier                 | Bleu                 |
| Montréal-Ouest      | Thomas D'Arcy McGee                    | Rouge                |
| Nicolet             | Joseph Gaudet                          | Bleu                 |
| Napierville         | Jacques-Olivier Bureau                 | Rouge                |
| Ottawa              | William McDonell Dawson                | Conservateur         |
| Pontiac             | John Poupore                           | Bleu                 |
| Portneuf            | Jean-Docile Brousseau                  | Libéral-conservateur |
| Comté de Québec     | François Évanturel                     | Liberal              |
| Québec-Centre       | Georges-Honoré Simard                  | Bleu                 |
| Québec-Ouest        | Charles Joseph Alleyn                  | Conservateur         |
| Québec-Est          | Pierre-Gabriel Huot                    | Rouge                |
| Richelieu           | Joseph Beaudreau                       | Bleu                 |
| Richmond-Wolfe      | Charles de Cazes                       | Indépendant          |
| Rimouski            | George Sylvain                         | Libéral              |
| Rouville            | Lewis Thomas Drummond                  | Rouge                |
| Saint-Hyacinthe     | Louis-Victor Sicotte                   | Bleu                 |
| Saint-Jean          | François Bourassa                      | Rouge                |
| Saint-Maurice       | Louis-Léon Lesieur-Desaulniers         | Bleu                 |
| Shefford            | Lucius Seth Huntington                 | Rouge                |
| Sherbrooke          | Alexander Tilloch Galt                 | Libéral-conservateur |
| Soulanges           | Jean-Baptiste-Jules Prévost            | Modéré               |
| Stanstead           | Albert Knight                          | Conservative         |
| Témiscouata         | Michel-Guillaume Baby                  | Bleu                 |
| Terrebonne          | Louis Labrèche-Viger                   | Rouge                |
| Trois-Rivières      | Joseph-Édouard Turcotte                | Bleu                 |
| Vaudreuil           | Jean-Baptiste Mongenais                | Bleu                 |
| Verchères           | Alexandre-Édouard Kierzkowski          | Rouge                |
|                     | Charles-François Painchaud (1863)      |                      |
| Yamaska             | Moïse Fortier                          | Rouge                |

### Canada-Ouest
| Comté                    | Député                            | Parti                |
| ------------------------ | --------------------------------- | -------------------- |
| East Brant               | John Young Bown                   | Reformer             |
| West Brant               | William Ryerson                   | Independent          |
| Brockville               | George Sherwood                   | Conservateur         |
| Carleton                 | William F Powell                  | Conservateur         |
| Cornwall                 | John Sandfield Macdonald          | Réformiste           |
| Dundas                   | John Sylvester Ross               | Conservateur         |
| East Durham              | John Shuter Smith                 | Réformiste           |
| West Durham              | Henry Munro                       | Réformiste           |
| East Elgin               | Leonidas Burwell                  | Réformiste           |
| West Elgin               | George Macbeth                    | Conservateur         |
|                          | John Scoble (1863)                | Réformiste           |
| Essex                    | Arthur Rankin                     | Réformiste           |
|                          | John O'Connor (1863)              | Conservateur         |
| Frontenac                | James Morton                      | Conservateur         |
| Glengarry                | Donald Alexander Macdonald        | Réformiste           |
| Grenville                | William Patrick                   | Réformiste           |
| Grey                     | George Jackson                    | Conservateur         |
| Haldimand                | Michael Harcourt                  | Réformiste           |
| Halton                   | John White                        | Réformiste           |
| Hamilton                 | Isaac Buchanan                    | Indépendant          |
| North Hastings           | George Benjamin                   | Conservateur         |
| South Hastings           | Lewis Wallbridge                  | Réformiste           |
| Huron & Bruce            | James Dickson                     | Réformiste           |
| Kent                     | Archibald McKellar                | Réformiste           |
| Kingston                 | John A. Macdonald                 | Libéral-Conservateur |
| Lambton                  | Alexander Mackenzie               | Réformiste           |
| North Lanark             | Robert Bell                       | Réformiste           |
| South Lanark             | Alexander Morris                  | Conservateur         |
| North Leeds et Grenville | Francis Jones                     | Conservateur         |
| South Leeds              | Benjamin Tett                     | Conservateur         |
| Lennox et Addington      | Augustus Frederick Garland Hooper | Conservateur         |
| Lincoln                  | John Charles Rykert               | Libéral-conservateur |
| London                   | John Carling                      | Libéral-conservateur |
| East Middlesex           | Maurice Berkeley Portman          | Conservateur         |
| West Middlesex           | Thomas Scatcherd                  | Réformiste           |
| Niagara (ville)          | John Simpson                      | Conservateur         |
| Norfolk                  | Aquila Walsh                      | Conservateur         |
| East Northumberland      | James Biggar                      | Réformiste           |
| West Northumberland      | James Cockburn                    | Conservateur         |
| North Ontario            | Matthew Crooks Cameron            | Conservateur         |
| South Ontario            | Oliver Mowat                      | Réformiste           |
| Ottawa                   | Richard William Scott             | Libéral-conservateur |
| North Oxford             | William McDougall                 | Réformiste           |
| South Oxford             | George Skeffington Connor         | Réformiste           |
|                          | George Brown (1863)               | Réformiste           |
| Peel                     | John Hillyard Cameron             | Conservateur         |
| Perth                    | Michael Hamilton Foley            | Réformiste           |
|                          | Thomas Mayne Daly (1862)          | Libéral-conservateur |
| Peterborough             | Frederick W. Haultain             | Conservateur         |
| Prescott                 | Henry Wellesly McCann             | Conservateur         |
| Prince Edward            | William Anderson                  | Conservateur         |
| Renfrew                  | Daniel McLachlin                  | Libéral-conservateur |
| Russell                  | Robert Bell                       | Conservateur         |
| North Simcoe             | Angus Morrison                    | Réformiste           |
| South Simcoe             | Thomas Roberts Ferguson           | Conservateur         |
| Stormont                 | Samuel Ault                       | Réformiste           |
| East Toronto             | John Willoughby Crawford          | Conservateur         |
| West Toronto             | John Beverley Robinson            | Conservateur         |
| Victoria                 | James W Dunsford                  | Libéral-conservateur |
| North Waterloo           | Michael Hamilton Foley            | Réformiste           |
| South Waterloo           | James Cowan                       | Conservateur         |
| Welland                  | Thomas Clark Street               | Conservateur         |
| North Wellington         | William Clark                     | Conservative         |
| South Wellington         | David Stirton                     | Réformiste           |
| North Wentworth          | William Notman                    | Réformiste           |
| South Wentworth          | Joseph Rymal                      | Réformiste           |
| East York                | Amos Wright                       | Réformiste           |
| North York               | Adam Wilson                       | Réformiste           |
| West York                | William Pearce Howland            | Réformiste           |